# Марк Ітон (хокеїст)
Марк Ітон (англ. Mark Eaton, нар. 6 травня 1977, Вілмінгтон) — американський хокеїст, що грав на позиції захисника. Грав за збірну команду США.
Володар Кубка Стенлі. Провів понад 700 матчів у Національній хокейній лізі.

## Ігрова кар'єра
Хокейну кар'єру розпочав 1995 року в ХЛСШ.
Протягом професійної клубної ігрової кар'єри, що тривала 16 років, захищав кольори команд «Філадельфія Флаєрс», «Нашвілл Предаторс», «Піттсбург Пінгвінс» та «Нью-Йорк Айлендерс».
Загалом провів 718 матчів у НХЛ, включаючи 68 ігор плей-оф Кубка Стенлі.
Виступав за збірну США, провів 16 ігор в її складі.

## Тренерська кар'єра
Після завершення кар'єри гравця один із тренерів клубу «Чикаго Блекгокс».

## Нагороди та досягнення
- Володар Кубка Стенлі в складі «Піттсбург Пінгвінс» — 2009.

## Статистика

### Клубні виступи
| Сезон        | Клуб                            | Ліга         | Регулярний сезон | Регулярний сезон | Регулярний сезон | Регулярний сезон | Регулярний сезон | Плей-оф | Плей-оф | Плей-оф | Плей-оф | Плей-оф |
| Сезон        | Клуб                            | Ліга         | І                | Г                | П                | О                | ШХ               | І       | Г       | П       | О       | ШХ      |
| ------------ | ------------------------------- | ------------ | ---------------- | ---------------- | ---------------- | ---------------- | ---------------- | ------- | ------- | ------- | ------- | ------- |
| 1995–96      | «Ватерлоо Блекгокс»             | ХЛСШ         | 50               | 4                | 21               | 25               | 12               | —       | —       | —       | —       | —       |
| 1996–97      | «Ватерлоо Блекгокс»             | ХЛСШ         | 50               | 6                | 32               | 38               | 62               | —       | —       | —       | —       | —       |
| 1997–98      | Університет Нотр-Дам            | CCHA         | 41               | 12               | 17               | 29               | 32               | —       | —       | —       | —       | —       |
| 1998–99      | «Філадельфія Фантомс»           | АХЛ          | 74               | 9                | 27               | 36               | 38               | 16      | 4       | 8       | 12      | 0       |
| 1999–00      | «Філадельфія Фантомс»           | АХЛ          | 47               | 9                | 17               | 26               | 6                | —       | —       | —       | —       | —       |
| 1999–00      | «Філадельфія Флаєрс»            | НХЛ          | 27               | 1                | 1                | 2                | 8                | 7       | 0       | 0       | 0       | 0       |
| 2000–01      | «Нашвілл Предаторс»             | НХЛ          | 34               | 3                | 8                | 11               | 14               | —       | —       | —       | —       | —       |
| 2000–01      | «Мілвокі Едміралс»              | ІХЛ          | 34               | 3                | 12               | 15               | 27               | —       | —       | —       | —       | —       |
| 2001–02      | «Нашвілл Предаторс»             | НХЛ          | 58               | 3                | 5                | 8                | 24               | —       | —       | —       | —       | —       |
| 2002–03      | «Мілвокі Едміралс»              | АХЛ          | 3                | 1                | 0                | 1                | 2                | —       | —       | —       | —       | —       |
| 2002–03      | «Нашвілл Предаторс»             | НХЛ          | 50               | 2                | 7                | 9                | 22               | —       | —       | —       | —       | —       |
| 2003–04      | «Нашвілл Предаторс»             | НХЛ          | 75               | 4                | 9                | 13               | 26               | 6       | 0       | 0       | 0       | 2       |
| 2004–05      | «Гранд Репідс Гріффінс»         | АХЛ          | 29               | 3                | 3                | 6                | 21               | —       | —       | —       | —       | —       |
| 2005–06      | «Нашвілл Предаторс»             | НХЛ          | 69               | 3                | 1                | 4                | 44               | 5       | 0       | 0       | 0       | 8       |
| 2006–07      | «Піттсбург Пінгвінс»            | НХЛ          | 35               | 0                | 3                | 3                | 15               | 5       | 0       | 0       | 0       | 0       |
| 2007–08      | «Піттсбург Пінгвінс»            | НХЛ          | 36               | 0                | 3                | 3                | 4                | —       | —       | —       | —       | —       |
| 2008–09      | «Піттсбург Пінгвінс»            | НХЛ          | 68               | 4                | 5                | 9                | 36               | 24      | 4       | 3       | 7       | 10      |
| 2009–10      | «Піттсбург Пінгвінс»            | НХЛ          | 79               | 3                | 13               | 16               | 26               | 13      | 0       | 3       | 3       | 4       |
| 2010–11      | «Нью-Йорк Айлендерс»            | НХЛ          | 34               | 0                | 3                | 3                | 8                | —       | —       | —       | —       | —       |
| 2011–12      | «Нью-Йорк Айлендерс»            | НХЛ          | 62               | 1                | 3                | 4                | 10               | —       | —       | —       | —       | —       |
| 2012–13      | «Віклс-Беррі/Скрентон Пінгвінс» | АХЛ          | 6                | 0                | 1                | 1                | 4                | —       | —       | —       | —       | —       |
| 2012–13      | «Піттсбург Пінгвінс»            | НХЛ          | 23               | 0                | 0                | 0                | 4                | 8       | 0       | 3       | 3       | 0       |
| Усього в НХЛ | Усього в НХЛ                    | Усього в НХЛ | 650              | 24               | 61               | 85               | 242              | 68      | 4       | 9       | 13      | 24      |

### Збірна
| Рік                | Команда            | Турнір             | Місце              | І  | Г | П | О | ШХ |
| ------------------ | ------------------ | ------------------ | ------------------ | -- | - | - | - | -- |
| 2001               | США                | ЧС                 | 4-е                | 9  | 1 | 1 | 2 | 0  |
| 2002               | США                | ЧС                 | 7-е                | 7  | 0 | 3 | 3 | 4  |
| Національна збірна | Національна збірна | Національна збірна | Національна збірна | 16 | 1 | 4 | 5 | 4  |